# Meilong, Guangdong
Meilong (kinesiska: 梅陇) är en köping i sydöstra Kina. Den ligger i Haifeng härad i staden Shanwei i provinsen Guangdong, omkring 200 kilometer öster om provinshuvudstaden Guangzhou. Antalet invånare är 100 887. Befolkningen består av 48 356 kvinnor och 52 531 män. Barn under 15 år utgör 19,0 %, vuxna 15-64 år 72 %, och äldre över 65 år 7,0 %.